# 庆佐
庆佐（?—?），中国春秋时期齐国执政大臣庆封的兄弟，庆克的儿子。 
前574年，国佐杀死庆克，前573年正月廿九日，齐灵公派士华免在内宫的前堂用戈杀死国佐，派清地人杀了国胜。国弱逃亡鲁国，王湫逃亡到莱地。庆封做大夫，庆佐做司寇。
前552年，齐庄公让庆佐担任大夫，再次讨伐其弟公子牙的亲族，在句渎之丘抓了公子买，公子鉏逃亡到鲁国，叔孙还逃亡到燕国。